# Thomas Miller
Pour les articles homonymes, voir Thomas Miller (lieutenant-gouverneur de la Saskatchewan) et Miller.
Ne doit pas être confondu avec Tom Verlaine.
Thomas Miller, né le 15 août 1966, est un bassiste américain.

## Biographie
Il fut le bassiste et cofondateur de Symphony X, groupe de metal progressif du New Jersey, en compagnie de Michael Romeo avec qui il avait déjà joué auparavant. Il quitte le groupe à l'issue du quatrième album twilight in olympus et se retire du monde de la musique, le groupe a toujours dit qu'il était gravement malade sans préciser la nature de sa maladie. Il n'aura jamais tourné avec le groupe. 
Il reste aussi le principal parolier des quatre premiers albums. Il est remplacé par Michael Lepond à partir de l'album V.